# Saison 1965-1966 de l'AS Saint-Étienne
Chronologie
Saison précédente Saison suivante
Cette page présente la saison 1965-1966 de l'AS Saint-Étienne. Le club évolue en Division 1 et en Coupe de France

## Résumé de la saison
- Le club termine à une honorable 5e place.
- Premières apparitions cette saison de 2 futurs grands : Jean-Michel Larqué et Hervé Revelli
- Plusieurs gros scores cette saison avec un 8-2 sur le terrain de l'AS Cannes et un 7-0 face au Red Star

## Équipe professionnelle

### Transferts
Sont considérés comme arrivées, des joueurs n’ayant pas joué avec l’équipe 1 la saison précédente.
| Nom                | Nationalité | Poste     | Transfert | Provenance/Destination | Division                                |
| ------------------ | ----------- | --------- | --------- | ---------------------- | --------------------------------------- |
| Arrivées           |             |           |           |                        |                                         |
| Robert Philippe    |             | Gardien   | -         | -                      | Était au club, sans jouer avec les pros |
| Ginès Gonzales     |             | Défenseur | Transfert | RC Strasbourg          | Division 2                              |
| Francis Camerini   |             | Défenseur | -         | -                      | Formé au club                           |
| Jean-Michel Larqué |             | Milieu    | -         | -                      | Formé au club                           |
| Hervé Revelli      |             | Attaquant | -         | -                      | Formé au club                           |
| Départs            |             |           |           |                        |                                         |
| François Heutte    |             | Attaquant | Transfert | RC Paris               | Division 1                              |
| Juan Casado        |             | Défenseur | Transfert | Avignon                | Division 2                              |
| René Ferrier       |             | Milieu    | Transfert | Bastia                 | Division 2                              |
| Gérard Epalle      |             | Attaquant | -         | -                      | -                                       |
| André Guy          |             | Attaquant | Transfert | Lille OSC              | Division 1                              |

### Championnat

#### Matchs allers
| Date       | N o | Adversaire            | Lieu  | Résultat | Buteurs pour Saint-Étienne                                           | Points | Classement |
| ---------- | --- | --------------------- | ----- | -------- | -------------------------------------------------------------------- | ------ | ---------- |
| 22/08/1965 | J01 | Nîmes Olympique       | Dom.  | 2 - 1    | Herbin 47e 48e                                                       | 2      | 5          |
| 28/08/1965 | J02 | AS Monaco FC          | Dom.  | 1 - 3    | N’Doumbé 54e                                                         | 2      | 10         |
| 01/09/1965 | J03 | FC Sochaux            | Ext.  | 2 - 3    | Herbin 10e 70e, Mekloufi 50e                                         | 4      | 6          |
| 04/09/1965 | J04 | Toulouse FC           | Dom.  | 3 - 0    | Monnin 40e (csc), Mekloufi 59e 81e (pen.)                            | 6      | 4          |
| 10/09/1965 | J05 | AS Cannes             | Ext . | 2 - 8    | Herbin 25e 32e 60e 79e 88e, Mekloufi 29e 71e, Salen 75e              | 8      | 3          |
| 18/09/1965 | J06 | RC Strasbourg         | Dom.  | 5 - 1    | Wisnieski 55e, Herbin 58e 87e, N’Doumbé 61e 85e                      | 10     | 2          |
| 25/09/1965 | J07 | Angers SCO            | Ext.  | 1 – 1    | Wisnieski 47e                                                        | 11     | 2          |
| 29/09/1965 | J08 | Stade français FC     | Dom.  | 0 – 0    | -                                                                    | 12     | 2          |
| 03/10/1965 | J09 | Olympique lyonnais    | Ext.  | 1 – 1    | Revelli 81e                                                          | 13     | 2          |
| 17/10/1965 | J10 | FC Nantes             | Dom.  | 0 - 3    | -                                                                    | 13     | 6          |
| 13/10/1965 | J11 | RC Lens               | Ext.  | 2 - 1    | Mekloufi 27e (pen.)                                                  | 13     | 4          |
| 24/10/1965 | J12 | Lille OSC             | Dom.  | 7 - 4    | Mekloufi 25e (pen.) 52e 53e, Wisnieski 42e 57e 62e, Revelli 81e      | 15     | 5          |
| 30/10/1965 | J13 | FC Rouen              | Ext.  | 2 - 0    | -                                                                    | 15     | 5          |
| 11/11/1965 | J14 | OGC Nice              | Dom.  | 5 - 1    | Mekloufi 54e 77e (pen.), Mitoraj 60e, Salen 76e, Herbin 88e          | 17     | 4          |
| 14/11/1965 | J15 | Bordeaux              | Ext.  | 4 - 0    | -                                                                    | 17     | 5          |
| 21/11/1965 | J16 | UA Sedan-Torcy        | Ext.  | 4 - 1    | Revelli 14e                                                          | 17     | 9          |
| 28/11/1965 | J17 | US Valenciennes-Anzin | Dom.  | 5- 1     | Matzky 14e (csc), Mekloufi 49e (pen.), Wisnieski 52e 80e, Herbin 85e | 19     | 5          |
| 05/12/1965 | J18 | Red Star              | Ext.  | 1- 5     | Revelli 15e, Herbin 16e 71e 74e, Mekloufi 55e                        | 21     | 5          |
| 12/12/1965 | J19 | Stade rennais UC      | Dom.  | 4- 0     | Mekloufi 43e (pen.), Wisnieski 44e, Herbin 57e 85e                   | 23     | 4          |

#### Matchs retours
| Date       | N o | Adversaire            | Lieu | Résultat | Buteurs pour Saint-Étienne                                    | Points | Classement |
| ---------- | --- | --------------------- | ---- | -------- | ------------------------------------------------------------- | ------ | ---------- |
| 19/12/1965 | J20 | Nîmes Olympique       | Ext. | 1 – 1    | Jacquet 80e                                                   | 24     | 4          |
| 09/01/1966 | J21 | AS Monaco FC          | Ext. | 1 – 1    | Mekloufi 74e                                                  | 25     | 4          |
| 23/01/1966 | J22 | FC Sochaux            | Dom. | 3 - 1    | Wisnieski 42e,Revelli 54e, Mekloufi 66e                       | 27     | 4          |
| 30/01/1966 | J23 | Toulouse FC           | Ext. | 2 - 0    | -                                                             | 27     | 4          |
| 06/02/1966 | J24 | AS Cannes             | Dom. | 1 – 1    | Mitoraj 77e                                                   | 28     | 4          |
| 20/02/1966 | J25 | RC Strasbourg         | Ext. | 0 - 1    | Herbin 90e                                                    | 30     | 4          |
| 27/02/1966 | J26 | Angers SCO            | Dom. | 4 - 0    | Revelli 8e 16e 20e, Mekloufi 80e                              | 32     | 4          |
| 02/03/1966 | J27 | Stade français FC     | Ext. | 1 - 2    | Mekloufi 30e 80e                                              | 34     | 4          |
| 06/03/1966 | J28 | Olympique lyonnais    | Dom. | 2 - 1    | Herbin 57e, N’Doumbé 80e                                      | 36     | 4          |
| 26/03/1966 | J29 | FC Nantes             | Ext. | 5 - 0    | -                                                             | 36     | 4          |
| 08/04/1966 | J30 | RC Lens               | Dom. | 2 - 0    | Revelli 15e 83e                                               | 38     | 4          |
| 13/04/1966 | J31 | Lille OSC             | Ext. | 3 - 0    | -                                                             | 38     | 4          |
| 17/04/1966 | J32 | FC Rouen              | Dom. | 2 – 2    | Herbin 17e, Revelli 57e                                       | 39     | 4          |
| 24/04/1966 | J33 | OGC Nice              | Ext. | 4 - 2    | Bordas 21e, Salen 90e                                         | 39     | 4          |
| 07/05/1966 | J34 | Bordeaux              | Dom. | 2 - 1    | Jacquet 83e, Herbin 88e                                       | 41     | 4          |
| 14/05/1966 | J35 | UA Sedan-Torcy        | Dom. | 2 - 1    | Sbaïz 16e, N’Doumbé 57e                                       | 43     | 4          |
| 18/05/1966 | J36 | US Valenciennes-Anzin | Ext. | 3 - 1    | Revelli 42e                                                   | 43     | 4          |
| 27/05/1966 | J37 | Red Star              | Dom. | 7- 0     | Herbin 5e 19e 57e (pen.) 74e, Mekloufi 23e 24e, Wisnieski 66e | 45     | 4          |
| 11/06/1966 | J38 | Stade rennais UC      | Ext. | 2 – 0    | -                                                             | 45     | 5          |

#### Classement final
En cas d'égalité entre deux clubs, le premier critère de départage est la différence de buts.
| Rang | Équipe                   | Pts | J  | G  | N  | P  | Bp | Bc  | Diff |
| ---- | ------------------------ | --- | -- | -- | -- | -- | -- | --- | ---- |
| 1    | FC Nantes T              | 60  | 38 | 26 | 8  | 4  | 84 | 36  | +48  |
| 2    | FC Girondins de Bordeaux | 53  | 38 | 22 | 9  | 7  | 84 | 36  | +48  |
| 3    | US Valenciennes-Anzin    | 52  | 38 | 19 | 14 | 5  | 58 | 44  | +14  |
| 4    | Toulouse FC              | 46  | 38 | 19 | 8  | 11 | 61 | 46  | +15  |
| 5    | AS Saint-Étienne         | 45  | 38 | 19 | 7  | 12 | 85 | 62  | +23  |
| 6    | Stade rennais UC         | 42  | 38 | 18 | 6  | 14 | 80 | 70  | +10  |
| 7    | FC Sochaux               | 39  | 38 | 15 | 9  | 14 | 61 | 56  | +5   |
| 8    | RC Strasbourg C          | 38  | 38 | 13 | 12 | 13 | 59 | 47  | +12  |
| 9    | UA Sedan-Torcy           | 38  | 38 | 13 | 12 | 13 | 68 | 58  | +10  |
| 10   | OGC Nice P               | 36  | 38 | 16 | 4  | 18 | 66 | 59  | +7   |
| 11   | Angers SCO               | 36  | 38 | 13 | 10 | 15 | 68 | 66  | +2   |
| 12   | RC Lens                  | 36  | 38 | 13 | 10 | 15 | 55 | 57  | -2   |
| 13   | AS Monaco FC             | 35  | 38 | 13 | 9  | 16 | 48 | 54  | -6   |
| 14   | FC Rouen                 | 34  | 38 | 10 | 14 | 14 | 41 | 62  | -21  |
| 15   | Stade français FC        | 33  | 38 | 10 | 13 | 15 | 45 | 57  | -12  |
| 16   | Olympique lyonnais       | 33  | 38 | 12 | 9  | 17 | 43 | 56  | -13  |
| 17   | Nîmes Olympique          | 33  | 38 | 12 | 9  | 17 | 52 | 67  | -15  |
| 18   | Lille OSC                | 30  | 38 | 12 | 6  | 20 | 51 | 71  | -20  |
| 19   | AS Cannes P              | 21  | 38 | 6  | 9  | 23 | 37 | 86  | -49  |
| 20   | Red Star OA P            | 20  | 38 | 5  | 10 | 23 | 44 | 100 | -56  |

Victoire à 2 points
Qualifications européennes
- 1er : qualifié pour la Coupe des clubs champions européens
- Vainqueur de la Coupe de France : qualifié pour la Coupe d'Europe des vainqueurs de coupe

Relégation
- 17e et 18e : barrage de relégation en Division 2
- 19e et 20e : relégation en Division 2

Abréviations
T : Tenant du titre

C : Vainqueur de la Coupe de France 1965-66

P : Promus de Division 2
- Les deux premiers du classement de D2, à savoir le Stade de Reims et l'Olympique de Marseille, obtiennent la montée directe en D1. Les troisième et quatrième, le Limoges FC et le SEC Bastia, jouent des barrages pour monter.

### Coupe de France

#### Tableau récapitulatif des matchs
| Date       | N o              | Adversaire    | Lieu                    | Résultat | Buteurs pour Saint-Étienne | Suite    |
| ---------- | ---------------- | ------------- | ----------------------- | -------- | -------------------------- | -------- |
| 16/01/1966 | 32èmes de finale | RC Strasbourg | Parc des Princes, Paris | 3 - 1    | Mekloufi 79e               | Éliminés |

### Statistiques

#### Équipe-type
| \| Bernard Polny Sbaïz (Gonzales) Barek Tylinski Jacquet Mitoraj Herbin Wisnieski (Salen) Mekloufi N'Doumbé (Revelli) \| Équipe-type de la saison 1965-1966 |
| Bernard Polny Sbaïz (Gonzales) Barek Tylinski Jacquet Mitoraj Herbin Wisnieski (Salen) Mekloufi N'Doumbé (Revelli)                                          |

#### Buteurs
| Place | Nom                  | Division 1 | Coupe de France | TOTAL des BUTS |
| 1     | Robert Herbin        | 26 buts    | -               | 26 buts        |
| 2     | Rachid Mekloufi      | 21 buts    | 1 but           | 22 buts        |
| 3     | Hervé Revelli        | 12 buts    | -               | 12 buts        |
| 4     | Maryan Wisnieski     | 10 buts    | -               | 10 buts        |
| 5     | Frédéric N'Doumbé    | 5 buts     | -               | 5 buts         |
| 6     | Robert Salen         | 3 buts     | -               | 3 buts         |
| 7     | Aimé Jacquet         | 2 buts     | -               | 2 buts         |
| 7     | Roland Mitoraj       | 2 buts     | -               | 2 buts         |
| 9     | Nello Sbaïz          | 1 but      | -               | 1 but          |
| 9     | Jean-Baptiste Bordas | 1 but      | -               | 1 but          |
| #     | contre son camp      | 2 buts     | -               | 2 buts         |
| Total | 10 buteurs           | 85 buts    | 1 but           | 86 buts        |

Date de mise à jour : le 31 janvier 2015.

#### Affluences
Affluence de l'AS Saint-Étienne à domicile

### Équipe de France
1 seul  stéphanois aura les honneurs de l’Equipe de France cette saison : Robert Herbin avec  6 sélections et 2 rencontres de Coupe du monde 1966 en Angleterre.
| Joueurs       | Position | Date       | Lieu    | Adversaire | Type rencontre                     | Score | Temps de jeu | Buts |
| Robert Herbin | Milieu   | 15.09.1965 | Oslo    | Norvège    | Eliminatoires Coupe du monde       | 0 - 1 | 90           | -    |
| Robert Herbin | Milieu   | 19.03.1966 | Paris   | Italie     | Amical                             | 0 – 0 | 90           | -    |
| Robert Herbin | Milieu   | 20.04.1966 | Paris   | Belgique   | Amical                             | 0- 3  | 90           | -    |
| Robert Herbin | Milieu   | 05.06.1966 | Moscou  | URSS       | Amical                             | 3 – 3 | 90           | -    |
| Robert Herbin | Milieu   | 13.07.1966 | Londres | Mexique    | Coupe du monde de football de 1966 | 1 – 1 | 90           | -    |
| Robert Herbin | Milieu   | 20.07.1966 | Londres | Angleterre | Coupe du monde de football de 1966 | 2- 0  | 90           | -    |

1  stéphanois a eu les honneurs de l’Equipe de France Espoirs cette saison : Georges Polny avec 2 sélections.
| Joueurs       | Position  | Date       | Lieu    | Adversaire | Type rencontre | Score | Temps de jeu | Buts |
| Georges Polny | Défenseur | 03.11.1965 | Norwich | Angleterre | Amical         | 3 - 0 | 90           | -    |
| Georges Polny | Défenseur | 05.06.1966 | Dublin  | Irlande    | Amical         | 0 – 0 | 90           | -    |